# Pierre Joseph de Rivaz
Pour les articles homonymes, voir Rivaz.
Pierre Joseph de Rivaz, né le 29 mars 1711 à Saint-Gingolph, mort le 6 août 1772 à Moûtiers en Tarentaise (alors province du royaume de Sardaigne) est un inventeur et historien suisse.

## Origines
Pierre-Joseph est le fils d'Anne-Marie Cayen d'Évian (morte le 27 février 1749) et d'Étienne de Rivaz (1675-1753). Ce dernier est à l'origine de la fortune familiale. Il s'établit en tant que notaire à Saint-Gingolph, d'abord pour le duché de Savoie en 1700 puis également pour le côté valaisan en 1711. Il étend son influence en devenant châtelain de Saint-Gingolph (Valais) en 1709 et en acquérant vers 1715, pour la somme de 33 000 florins, la seigneurie du Miroir, à Publier. En 1728, il obtient la commission des sels et constitue en 1733 un consortium pour créer une fabrique de chaux.
Pierre nait le 29 mars 1711. Il a un frère, Charles-Joseph (1713-1759), avocat juré au sénat de Savoie et deux sœurs, Jeanne-Péronne et Françoise (1706-1774) qui épousa un notaire d'Évian. Il est élève au collège de Chambéry où il développe déjà une passion pour la mécanique. Cependant, son père le pousse plutôt vers l'administration. À cet effet, Pierre prend dès le début des années 1730 la succession paternelle en tant que châtelain et notaire. Dans sa fonction de châtelain, il est entre autres responsable de la réparation des chemins et de la lutte contre la contrebande de tabac.

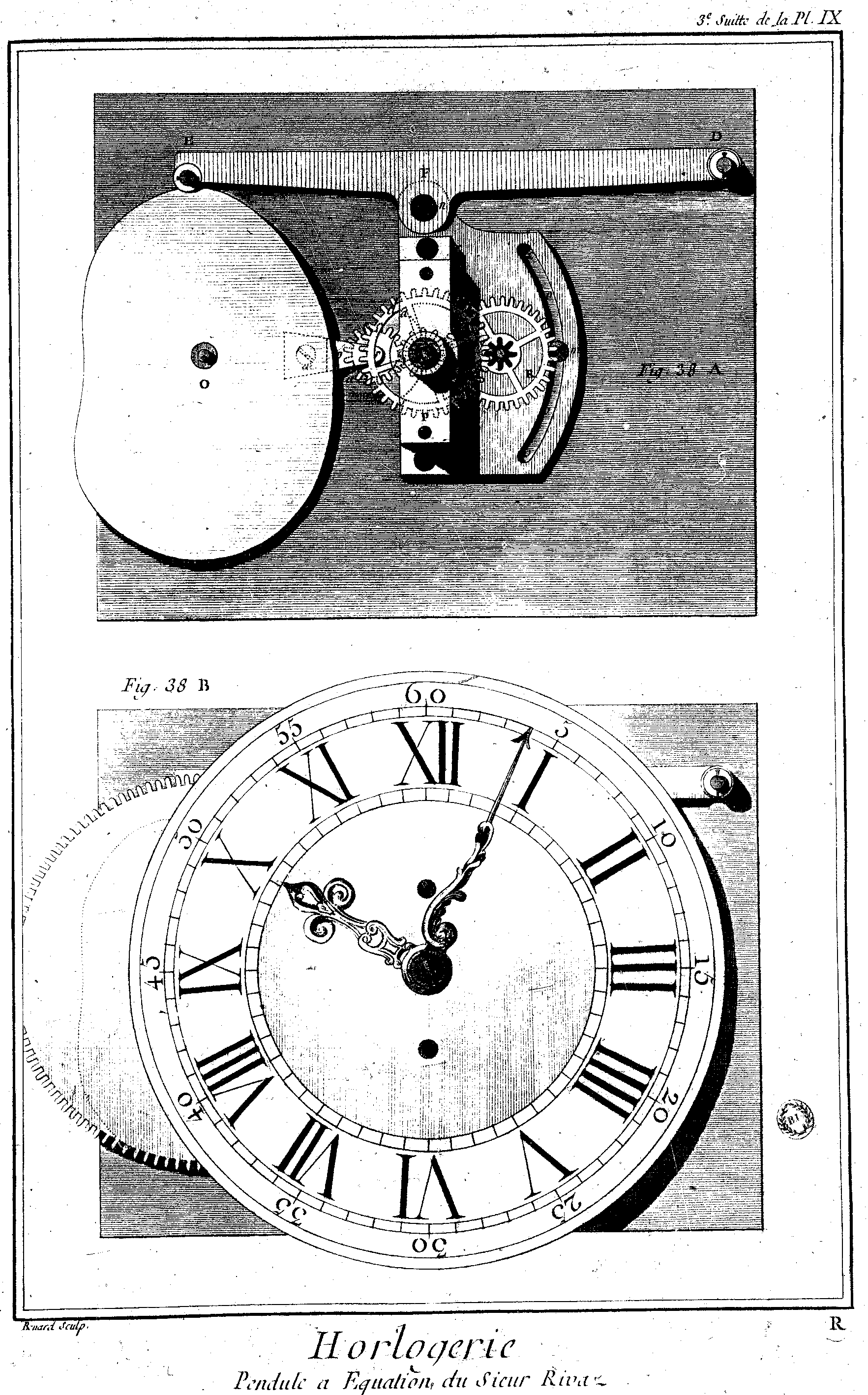
Pendule à équation du Sieur Rivaz. Planche de l'Encyclopédie de Diderot

## Horlogerie
Après avoir travaillé plusieurs années sur le développement d'une « horloge perpétuelle » qui se remonte toute seule pendant un an, il engage l'horloger Michel Frossard de Saugy du 22 janvier 1737 au 14 juin 1738 pour construire cette machine. Ce travail a lieu à Saint-Maurice Pierre étant alors occupé à la rénovation des fiefs Quartéry. En 1739, il fonde une société pour l'exploitation commerciale de cette invention et obtient en 1740 un certificat élogieux du célèbre savant Daniel Bernoulli de Bâle. Malgré des disputes au sein de la société, Frossard de Saugy s'établit à Moudon puis à Brigue et continue de produire les pendules qui trouvent preneur en Suisse et en Italie.

## Les mines de Binn
Il épouse  le 12 février 1741 Anne-Marie Barbe du Fay, la fille du seigneur de Tanay. Ils auront ensemble deux filles et quatre garçons. Un an plus tard, il démissionne de ses fonctions de châtelain, laissant la place à son frère Charles-Joseph. En remplacement, il achète les mines de fer de Binn près de Brigue dans le Haut-Valais et en devient directeur. Ces mines avaient été exploitées pour la première fois par Martin Schwery pendant quelques années à partir de 1716 puis abandonnées par manque d'argent et de connaissances. En 1730, Mandel, un Anglais, avait tenté de reprendre la mine mais il s'était heurté à une opposition populaire, car il était protestant.
Pierre de Rivaz emménage à Brigue en avril 1743 avec sa famille. La mine nécessite d'abord de gros investissements et il s'endette. Cette première année est consacrée à la coupe des arbres nécessaires à la préparation du charbon de bois et à la construction d'une forge et d'un haut-fourneau à Tourtemagne. La production commence en 1744, le 28 mai le haut-fourneau est béni. La production est satisfaisante mais il a des difficultés à vendre sa production car les marchands rechignent à changer de fournisseur.
Ses créanciers se faisant plus pressants, il quitte Brigue le 7 août 1748 avec l'idée de se rendre à Paris et à Londres pour vendre ses pendules. Les mines de Binn seront ensuite délaissées.

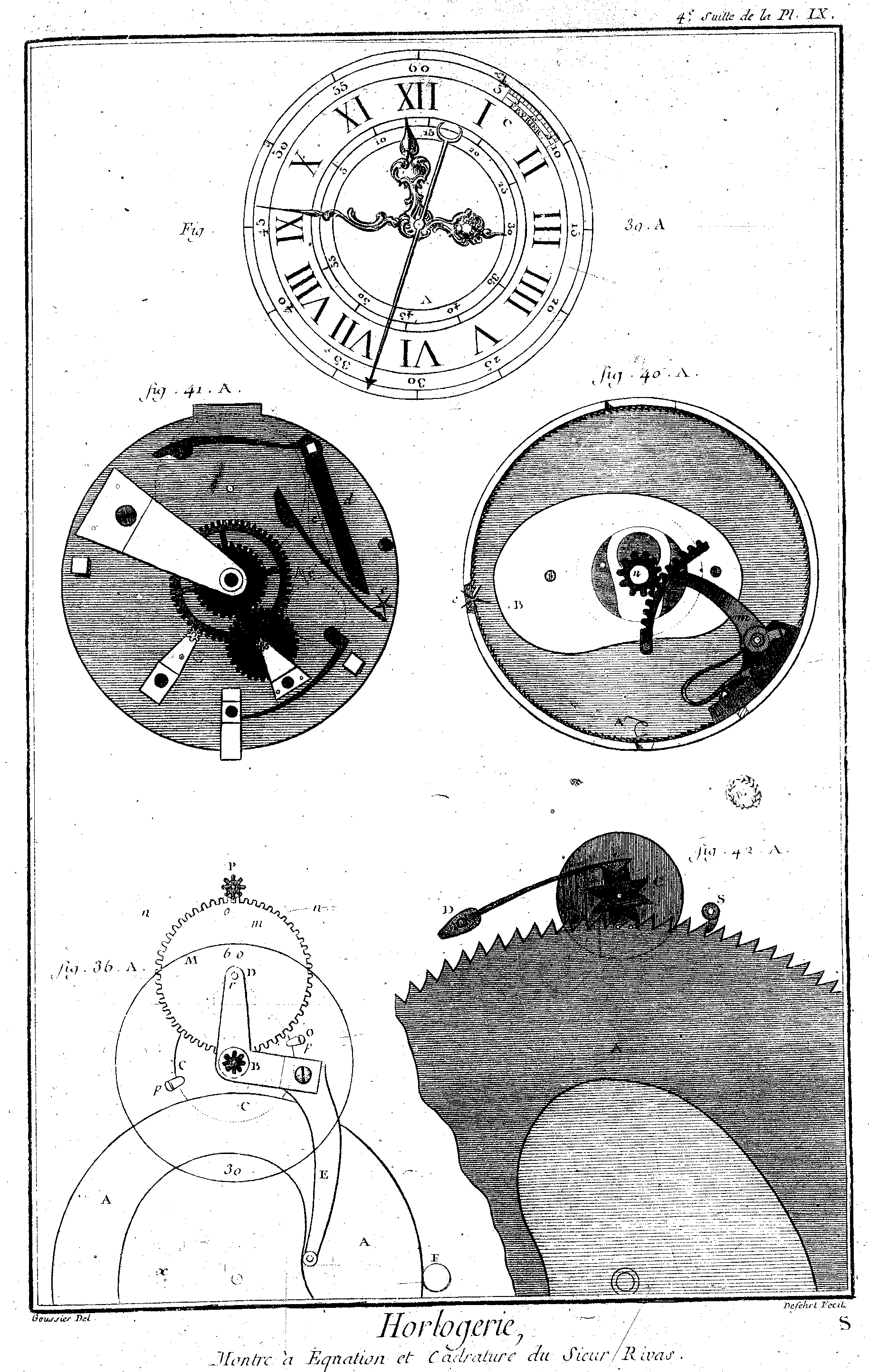
Montre à équation et cadrature du Sieur Rivaz.

## Paris
Il n'ira pas à Londres. À Paris, il présente un nouveau modèle de pendule d'une grande justesse grâce à un nouvel échappement qui minimise les frottements. L'académie des sciences accueille  favorablement son invention. Cette reconnaissance lui donne la possibilité d'obtenir le 20 mai 1750 le privilège exclusif de vendre ses horloges pendant 15 ans dans tout le royaume de France. Il se décide donc à créer une nouvelle fabrique avec Frossard à Paris et engage le 24 février 1751 un marchand horloger, Jean-Scipion Auboin, comme directeur. Cependant, Pierre de Rivaz a encore des dettes et cette entreprise manque de fonds. De plus, la corporation des horlogers de Paris n'apprécie pas son privilège et s'efforce de ruiner son entreprise qui sera rapidement délaissée.
C'est pendant son séjour à Paris qu'il perfectionne une autre de ses machines qui sert à graver les tabatières et qui facilite le travail tout en améliorant la qualité. En 1757, il s'associe avec le sculpteur Louis-Claude Vassé qui exécute avec cet outil sur une pierre de jade le triomphe de Louis XV après la bataille de Fontenoy. Cette avancée a été mentionnée dans un article de l'encyclopédie.

## Les machines hydrauliques

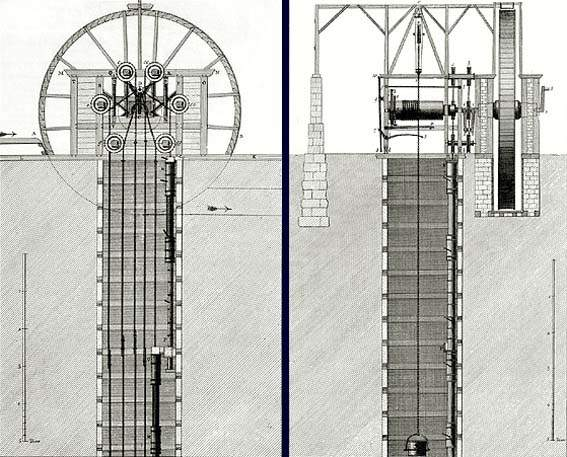
La machine du puits du Chapelet à la mine de Pont-Péan, gravure de Louis-Jacques Goussier

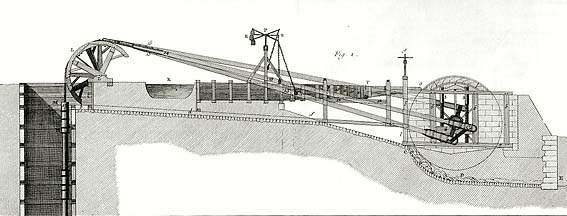
La machine de la nouvelle mine à Pont-Péan

Parallèlement, il continue de travailler sur un projet de machine hydraulique à usages multiples, un perfectionnement et une simplification des machines à feu utilisées en Angleterre. En 1741, il avait construit une pompe et fait des expériences sur le lac Léman pour le compte de Bernoulli. En 1746, il avait fait une démonstration publique à Berne. Il profite de ses relations parisiennes pour vendre cette machine. Ainsi, il planifie une pompe pour dessécher des mines de charbon du Forez, d'autres pour récupérer un terrain sur la mer près de Dunkerque, pour alimenter en eau les jardins de Bellevue et Choisy et surtout une machine pour dessécher la mine de plomb de Pont-Péan près de Rennes.
À partir du 18 juillet 1752 et jusqu'en 1754, il passe beaucoup de temps à Pont-Péan. En effet, madame Danycan, la propriétaire, lui avait promis une confortable rente annuelle de 34 000 livres s'il réussissait à assécher la mine et à la mettre en service. Ses machines se révélèrent très efficaces mais elles contribuèrent essentiellement à la notoriété et à la richesse de son successeur, Pierre-Joseph Laurent. Les pompes de Pont-Péan sont ainsi présentées dans l'encyclopédie de 1765 comme étant les plus parfaites. Cependant, là-aussi, les difficultés financières poussèrent madame Dunycan à céder une partie de ses droits à François Nugues qui engagea de nouveaux dirigeants. En désaccord sur la conduite des travaux, de Rivaz retourne à Paris.
Parallèlement, avec François Gaillard et l'abbé de Saint-Cyr, il avait prévu d'investir dans le charbon du Forez dès 1750. Malheureusement, trop accaparé par son travail à Pontpéan, il avait négligé cette affaire ce qui avait contrarié ses associés et leur avait fait perdre beaucoup de temps. Finalement, ils s'engagent en septembre 1757 dans des mines à Roche-la-Molière. Cependant, la mise au point des machines s'avère laborieuse et ils souffrent d'un manque de fonds. Ne pouvant plus payer le loyer d'un étang pour l'approvisionnement en eau, de Rivaz se rend en Suisse en décembre 1759 et ses associés revendent la mine au printemps 1760.

## Dans les Alpes
L'objectif initial était l'exploitation des ressources en charbon du vallon de la Paudèze près de Lausanne mais il se tourna vite vers d'autres travaux tels que l'assainissement du Seeland, la protection de Belp face aux inondations de l'Aar, le dessèchement des marais de Riddes. De plus, pour le compte de l'État du Valais, il est nommé commissaire dans les litiges frontaliers avec l'État de Berne le long du Rhône et avec le royaume de Sardaigne au col du Grand-Saint-Bernard. Il s'intéresse ensuite au perfectionnement des méthodes d'extraction du sel à la saline de Bex. Puis, il s'oriente  vers les salines de Moûtiers en Tarentaise où il fonde une nouvelle société. Cette entreprise aussi manqua de réussite, il resta cependant dans cette ville jusqu'à la fin de ses jours, le 6 août 1772.
Dans une note de pied de la  Lettre à d’Alembert sur les spectacles (p. 106, éd de 1758), Rousseau se réfère au "célèbre Valeisan" Pierre-Joseph de Rivaz,   pour prouver qu’on peut être un homme de mérite sans fréquenter les spectacles.  

## Descendance
Il est le père de :
- Marie-Anne (1741-vers 1753)
- Marguerite (1744-1785)
- Pierre Emmanuel Jacques (1745-1827), général à l'armée des Alpes
- Louis-Charles-Melchior (1748-), avocat puis enseignant en mathématiques à l'école des nobles de Cadix
- Anne-Joseph (1751-1836), le « père de l'histoire valaisanne »
- Isaac (1752-1828), il réalise la première voiture dotée d'un moteur à explosion en 1807

Il est également l'oncle de Charles-Emmanuel de Rivaz (1753-1830), le premier grand bailli francophone du valais.

## Manuscrits
Pierre de Rivaz a occupé son temps libre en faisant des recherches historiques qui ont été regroupées dans trois manuscrits. Ces ouvrages sont présentés en détail par Michelet.
- « Éclaircissements sur le martyre de la Légion thébéenne », rédigés en 1747, présentés dans le journal helvétique en 1749 et publiés en 1779.
- « Recherches historiques et critiques sur l'origine de la maison de Savoie », Archives cantonales du Valais, non publiées à cause de l'opposition de la Cour de Turin.
- « La diplomatique du royaume de Bourgogne », publiée en 1875 par C-U-J Chevalier.